# Снохомиш (река)
Снохомиш (англ. Snohomish River) — река на северо-западе центральной части штата Вашингтон, США. Образуется при слиянии рек Скайкомиш и Сноукуони близ города Монро. Течёт преимущественно в северо-западном направлении и впадает в залив Порт-Гарднер (часть залива Пьюджет) близ города Эверетт. Крупнейший приток — Пилчак, текущий с севера и впадающий в реку в городе Снохомиш. Бассейн реки включает западные склоны Каскадных гор от перевала Сноукуони до местности севернее перевала Стивенс.
Длина реки составляет 32 км; площадь водосборного бассейна — 4807 км². Расход воды — около 269 м³/с. Высота устья — 0 м.